# سیارک ۸۵۲۴
سیارک ۸۵۲۴ (به انگلیسی: 8524 Paoloruffini، نامگذاری:1992RJ3) هشت هزار و پانصد و بیست و چهارمین سیارک کشف شده‌است که در ۲ سپتامبر ۱۹۹۲ کشف شد.
قدر مطلق سیارک برابر ۱۴٫۵۰ است.